# Hanna Ożogowska

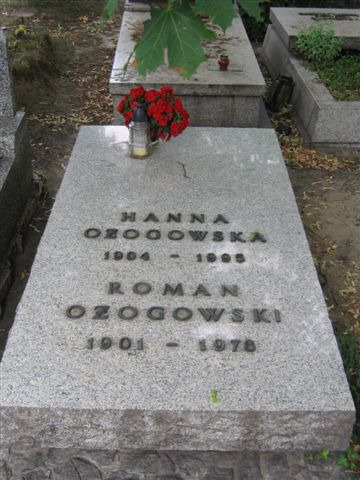
Nagrobek Hanny Ożogowskiej na Cmentarzu Wojskowym na Powązkach w Warszawie, 2006

Hanna Ożogowska (ur. 20 lipca 1904 w Warszawie, zm. 26 kwietnia 1995 tamże) – polska prozaiczka, poetka i tłumaczka literatury rosyjskiej, niemieckiej i włoskiej.

## Życiorys
Ukończyła Instytut Pedagogiki Specjalnej i Wydział Pedagogiczny Wolnej Wszechnicy Polskiej. Debiutowała w 1932 na łamach tygodnika „Płomyk” jako autorka literatury dziecięcej. Publikowała wiersze dla dzieci w „Naszym Dzienniczku” – tygodniowym bezpłatnym dodatku „Dziennika Poznańskiego” dla dzieci i młodzieży. Po II wojnie światowej do 1947 była redaktorem naczelnym „Płomyczka”, następnie do 1951 pracowała w szkolnictwie średnim w Łodzi. Była dyrektorem Liceum Pedagogicznego dla Wychowawczyń Przedszkoli w Łodzi. Od 1952 do 1969 była redaktorem naczelnym „Płomyka”. W latach 1972–1988 była wiceprezesem Polskiej Sekcji IBBY. Pochowana na cmentarzu Powązki Wojskowe w Warszawie (kwatera B35-7-11).

## Nagrody i odznaczenia
- 1956 – Złoty Krzyż Zasługi
- 1959 – nagroda Prezesa Rady Ministrów
- 1967 – Krzyż Kawalerski Orderu Odrodzenia Polski
- 1967 – Medal Komisji Edukacji Narodowej
- 1974 – Order Uśmiechu
- 1974 i 1981 – nagroda w plebiscycie „Orle Pióro”
- 1979 – tytuł honorowy „Zasłużony Nauczyciel PRL”
- 1979 - Dyplom honorowy Związku Pisarzy ZSRR (1979)[4]
- 1984 – nagroda państwowa I stopnia
- 1984 – Medal 40-lecia Polski Ludowej[5]
- 1984 – Krzyż Komandorski Orderu Odrodzenia Polski
- 1984 – Złoty Krzyż „Za Zasługi dla ZHP”
- 1985 – Nagroda Miasta Warszawy
- 1987 – tytuł honorowy „Zasłużony dla Kultury Narodowej”

## Twórczość
- 1950: O ślimaku, co pierogów z serem szukał
- 1950: Uczniowie III klasy
- 1951: Na Karolewskiej
- 1952: Swoimi słowami
- 1953: Nową drogą przez nowy most
- 1955: W Marcelkowej klasie
- 1955: Bajka o kłosku pszenicy
- 1957: Malowany wózek
- 1957: Marcinkowe wierszyki
- 1957: Złota kula
- 1959: Tajemnica zielonej pieczęci
- 1960: O królewnie, która bała się, że jej korona z głowy spadnie
- 1960: Scyzoryk i koledzy
- 1960: Chłopak na opak czyli Z pamiętnika pechowego Jacka
- 1961: Dziewczyna i chłopak, czyli heca na 14 fajerek (adaptacja filmowa: Dziewczyna i chłopak)
- 1963: Raz, gdy chciałem być szlachetny
- 1964: Ucho od śledzia (w 1966 wpisane na Listę Honorową IBBY)
- 1968: Głowa na tranzystorach
- 1971: Koleżanki
- 1972: Za minutę pierwsza miłość
- 1980: Przygody Scyzoryka
- 1983: Entliczki pentliczki
- 1987: Lusterko dla każdej dziewczyny
- 1989: Druga klasa – fajna klasa!
- 1989: Piórko do pióreczka